# Jagdstaffel 83
Jagdstaffel 83, Königlich Preußische Jagdstaffel Nr. 83, Jasta 83 – jednostka lotnictwa niemieckiego Luftstreitkräfte z okresu I wojny światowej.

## Informacje ogólne
Jednostka została utworzona formalnie w 28 października 1918 roku z Kest 3 (Kest 3 została utworzona 14 lipca 1916 roku). Nie zachowały się pełne dane, kto dowodził jednostką w jakim okresie, wiadomo tylko, że piloci jednostki (w całym jej okresie istnienia, także jako Kest 3) odnieśli 9 potwierdzonych oraz 3 niepotwierdzone zwycięstwa. Wiadomo tylko, że w jednostce służył Georg Weiner.